# Diecezja Bacabal
Diecezja Bacabal (łac. Dioecesis Bacabalensis) – diecezja Kościoła rzymskokatolickiego w Brazylii. Należy do metropolii São Luís do Maranhão, wchodzi w skład regionu kościelnego Nordeste V. Została erygowana przez papieża Pawła VI bullą Visibilis natura w dniu 22 czerwca 1968.

## Główne świątynie
- Katedra: Katedra św. Teresy w Bacabal

## Biskupi diecezjalni
- Pascàsio Rettler OFM (1968–1989)
- Henrique Johannpötter OFM (1989–1997)
- José Belisário da Silva OFM (1999–2005)
- Armando Martín Gutiérrez FAM (od 2006)